# Iksookimia
Genre
Iksookimia est un genre de poissons d'eau douce téléostéens de la famille des Cobitidae (ordre des Cypriniformes).

## Répartition
Les poissons de ce genre sont originaires de la péninsule coréenne.

## Liste des espèces
Selon World Register of Marine Species (9 décembre 2023) :
- Iksookimia hugowolfeldi Nalbant, 1993
- Iksookimia koreensis (Kim, 1975)
- Iksookimia longicorpa (Kim, Choi & Nalbant, 1976)
- Iksookimia pumila (Kim & Lee, 1987)
- Iksookimia yongdokensis Kim & Park, 1997

Auxquelles Maurice Kottelat ajoute Iksookimia pacifica (Kim, Park & Nalbant, 1999) tout en précisant qu'il ne s'agit que d'un synonyme junior de Cobitis pacifica Kim, Park & Nalbant, 1999.

## Classification
Le nom valide complet (avec auteur) de ce taxon est Iksookimia Nalbant, 1993.
Iksookimia a pour synonyme :
- Ikssokimia (graphie incorrecte)

## Publication originale
- (en) T.T. Nalbant, « Some problems in the systematics of the genus Cobitis and its relatives (Pisces, Ostariophysi, Cobitidae) », Revue Roumaine de Biologie, Roumanie, biologie Animale, vol. 38, no 2,‎ 1993, p. 101-110.